# Lakindes Brown
Lakindes Lasheva Brown (sinh ngày 7 tháng 4, tại Nassau, Bahamas) là một nữ hoàng sắc đẹp người Bahamas, người đã giành chiến thắng với các danh hiệu của cuộc thi Hoa hậu tiến bộ 2010, Hoa hậu Tiến bộ Ambiente 2010 và Hoa hậu Quốc tế Bahamas 2011.

## Cuộc thi sắc đẹp
Brown là một thí sinh trong cuộc thi sắc đẹp quốc gia của Tổ chức sắc đẹp Hoa hậu Bahamas 2010, vào ngày 8 tháng 8 năm 2010 và đã giành được danh hiệu Hoa hậu tiến bộ năm 2010. Vào ngày 26 tháng 9 năm 2010, Brown đã tham dự cuộc thi Taranto Italy và cũng giành được danh hiệu Miss Progress Ambiente (Môi trường) 2010 đánh bại các thí sinh khác, khiến cô trở thành một trong 3 người Bahama duy nhất từng giành được hoặc giành một danh hiệu quốc tế trong lịch sử cuộc thi của đất nước Bahamas. Cô cũng đã tham dự cuộc thi Hoa hậu Thế giới Người đẹp Bahamas năm 2007 và đạt danh hiệu Miss Majestic Tours trở thành người về nhì trong số mười lăm thí sinh.
Vào ngày 24 tháng 7 năm 2011 Brown đã giành được danh hiệu tại cuộc thi Hoa hậu Quốc tế Bahamas 2011 và sẽ đại diện cho Bahamas tại cuộc thi Hoa hậu Quốc tế được tổ chức tại Thành Đô, Trung Quốc vào ngày 7 tháng 11 năm 2011 

## liên kết ngoài
- Trang web chính thức của Miss Progress International Lưu trữ ngày 30 tháng 9 năm 2018 tại Wayback Machine
- http://www.bahamaislandsinfo.com/index.php?option=com_content&view=article&id=6624:bahamian-captures-the-title-miss-proTHER-of-the-envir-at-pageant-in-italy&catid=52: Trực quan% 20Arts & Itemid = 182 Lưu trữ ngày 4 tháng 3 năm 2016 tại Wayback Machine
- http://shinymeteor.blogspot.com/2010/08/aquelle-plakaris-is-miss-earth-bahamas.html
- http://www.bahamaslocal.com/newsitem/6146/Lakindes_Brown_respresents_The_Bahamas_in_Miss_ProTHER_I quốc_2010.html
- http://www.bahamaslocal.com/newsitem/6146/Lakindes_Brown_respresents_The_Bahamas_in_Miss_ProTHER_I quốc_2010.html